# Sam Mendes
Sam Mendes, właśc. Samuel Alexander Mendes (ur. 1 sierpnia 1965 w Reading) – brytyjski reżyser filmowy i teatralny, pracujący również w Hollywood. 
Laureat Oscara w 1999 za reżyserię filmu American Beauty. Reżyser dwóch filmów z serii o Jamesie Bondzie – Skyfall i Spectre.
Przewodniczył jury konkursu głównego na 73. MFF w Wenecji (2016).
W latach 2003–2010 był żonaty z aktorką Kate Winslet. Ma z nią syna, Joe Alfiego (ur. 2003).

## Filmografia
Reżyser
- Cabaret (1993)
- Company (1996)
- American Beauty (1999)
- Droga do zatracenia (The Road to Perdition, 2002)
- Jarhead. Żołnierz piechoty morskiej (Jarhead, 2005)
- Droga do szczęścia (Revolutionary Road, 2008)
- Para na życie (Away We Go, 2009)
- Follies (2009)
- Skyfall (2012)
- Spectre (2015)
- 1917 (2019)
- Imperium światła (2022)

Aktor
- Company (1996) jako on sam

Producent
- Droga do zatracenia (The Road to Perdition, 2002)
- Jarhead. Żołnierz piechoty morskiej (Jarhead, 2005)
- Druga szansa (Things We Lost in the Fire, 2007)
- Droga do szczęścia (Revolutionary Road, 2008)

## Nagrody i nominacje
- Czeskie Lwy 2001
  - najlepszy film obcojęzyczny (American Beauty)
- Oscary 1999
  - najlepszy reżyser (American Beauty)
- Złote Globy 1999
  - najlepszy reżyser (American Beauty)
  - Nagroda Jury w kategorii najlepszy dramat (American Beauty)
  - najlepszy dramat (American Beauty)
- Nagrody BAFTA 1999
  - najlepszy film (American Beauty)
  - najlepszy reżyser – American Beauty (nominacja)
- MTV Movie Awards 2000
  - najlepszy film (American Beauty)
- FF-Toronto 1999
  - nagroda publiczności (American Beauty)
- Amanda2000
  - najlepszy film zagraniczny (American Beauty)
- César
  - najlepszy film zagraniczny – (American Beauty) (nominacja)